# Brian Nunes
Brian Alan Nunes (ur. 26 października 1964 w Los Angeles) – amerykański duchowny katolicki, biskup pomocniczy Los Angeles od 2023.

## Życiorys
Święcenia kapłańskie otrzymał 31 maja 2008 i został inkardynowany do archidiecezji Los Angeles. Przez kilka lat pracował duszpastersko, zaś w latach 2015–2019 był sekretarzem arcybiskupim (w latach 2018–2020 był także wicekanclerzem kurii). W 2020 powołany na stanowisko wikariusza generalnego archidiecezji.
18 lipca 2023 papież Franciszek mianował go biskupem pomocniczym Los Angeles ze stolicą tytularną Kearney. 
26 września 2023 przyjął święcenia biskupie w  Katedrze Matki Bożej Anielskiej w Los Angeles. Głównym konsekratorem był arcybiskup Los Angeles José Horacio Gómez.  